# Michele Perriera
Michele Perriera (Palermo, 1º agosto 1937 – Cefalù, 11 settembre 2010) è stato uno scrittore e regista italiano, tra i fondatori del Gruppo 63.

## Biografia
Nel 1971 fonda e inizia a dirigere il teatro e la scuola di teatro Teatès di Palermo. Ha pubblicato diverse opere di narrativa - La principessa Montalbo (1963), Il romboide (1969), Il piano segreto (1984). A partire dal 1994 ha diretto la collana di teatro della casa editrice Sellerio, con cui ha pubblicato la memoria-intervista Marcello Cimino, vita e morte di un comunista soave (1991), Anticamera (1994), La spola infinita (Premio Mondello 1995), Con quelle idee da canguro. Trentasei anni di note ai margini (1997), Atti del bradipo (1998), Ritorno (2003), i romanzi A presto (1990), Delirium cordis (1995), Finirà questa malìa (2004), Romanzo d'amore (2002) e La casa (2007).
Fra le sue regie più note di cui è anche autore dei testi, Morte per vanto (1970/1995), I pavoni (1983/1997), Ogni giorno può essere buono (1993), Anticamera (1994), Dietro la rosata foschia (2001), Pugnale d'ordinanza (2004/2005) e Buon appetito (2004/2005) e Come, non lo sai? (2008). Ha inoltre scritto variazioni del Macbeth di Shakespeare (1973) e de Le sedie di Ionesco (1974). Fra le sue altre regie, Il gabbiano di Čechov (1981), Occupati d'Amelia di Feydeau (1983), La cantatrice calva di Ionesco (1985), I fisici di Dürrenmatt (1987), Aspettando Godot (1985) e Finale di partita di Beckett (1992). Dal gennaio 1997 al dicembre 2005 ha diretto la Scuola di Teatro del Comune di Marsala. Nel 2006 gli è stato conferito il Premio della Critica Teatrale.
Perriera è morto nel 2010 all'ospedale Giglio di Cefalù. Il 26 settembre 2012 gli è stato intitolato lo "Spazio Michele Perriera" all'interno dei Cantieri Culturali alla Zisa di Palermo.